# الإيقاف التأديبي
الإيقاف التأديبي (بالإنجليزية: Disciplinary probation)‏ هو وضع تأديبي يمكن أن ينطبق على الطلاب في مؤسسة تعليمية عالية أو على الموظفين في مكان العمل. بالنسبة للموظفين يمكن أن يكون السبب في ذلك الأداء السيء في العمل أو سوء السلوك. بالنسبة للطلاب ينجم عن سوء السلوك فقط في حين يؤدي سوء الأداء الأكاديمي إلى الرسوب.

بالنسبة للطالب يعني الإيقاف التأديبي أن الطالب موضوع لإشعار رسمي وملزم بقواعد ولوائح خاصة. انتهاك هذه القواعد قد يؤدي إلى أشكال أكثر صرامة من التأديب مثل الإيقاف والفصل والطرد.
بالنسبة للموظفين يعد الإيقاف التأديبي خطوة شائعة في نظام التأديب التدريجي. إنها بديل شائع في أماكن العمل غير الموحدة لخطوة التأديب التدريجي للإيقاف بدون راتب. المدة العادية لمثل هذا الإيقاف هي 90 يوما. قد تضع بعض الشركات الموظفين الدائمين في وضع الاختبار للفترة الزمنية خاصة إذا كان أداؤهم دون المستوى المحدد أو لأسباب تأديبية. في هذه الحالة عادة ما يتم منح الموظف فترة زمنية لتحسين أدائه أو تعديل سلوكه قبل اتخاذ إجراءات أشد.